# William Silverman
Pour les articles homonymes, voir Silverman.
 (décembre 2022).
William Aaron Silverman, né le 23 octobre 1917 à Cleveland, Ohio, et décédé le 16 décembre 2004 à Greenbrae, Californie, est un pédiatre américain qui a apporté d'importantes contributions à la néonatologie. Il a occupé des postes universitaires au Columbia University College of Physicians and Surgeons et a été directeur médical de l'unité de soins intensifs néonatals au Columbia-Presbyterian Medical Center. Silverman a exhorté les médecins à tenir compte de la qualité des soins lors de la formulation de plans de prise en charge thérapeutique, en particulier ceux des prématurés.

## Biographie

### Jeunesse et formation
Lors d'un interview, Silverman a déclaré que sa mère souffrait d'une cardiopathie rhumatismale et qu'elle avait eu des problèmes de santé après sa naissance, il a donc été élevé essentiellement par ses grands-parents. Lui aussi était malade dans son enfance. Sa famille a déménagé à Los Angeles en 1920, espérant que le climat aurait des effets bénéfiques sur la santé de Silverman et de sa mère. Sa mère est décédée d'un accident vasculaire cérébral deux ans plus tard.
Il a terminé ses études de premier cycle à l'Université de Californie à Los Angeles (UCLA). Silverman a obtenu un diplôme en médecine de l'Université de Californie à San Francisco (UCSF). Il a effectué une résidence à l'hôpital pour enfants Morgan Stanley.

### Parcours professionnel
Restant membre du personnel de Columbia-Presbyterian après sa résidanat, Silverman est devenu plus tard le directeur de l'unité de soins intensifs néonatals de l'hôpital. Après de nombreuses années à Columbia-Presbyterian, Silverman est retourné en Californie et a dirigé l'unité de soins intensifs néonatals du San Francisco Children's Hospital. Il a également passé du temps à travailler avec des enfants rendus aveugles par la rétinopathie du prématuré, anciennement connue sous le nom de fibroplasie rétrolentale.

### Contributions
Dans les années 1950, Silverman contribue à reconnaitre que la rétinopathie du prématuré était liée aux fortes concentrations d'oxygène administrées aux prématurés. Au début de sa carrière, il avait mené un essai portant sur l'utilisation de l'hormone adrénocorticotrope (ACTH) dans le traitement de la rétinopathie du prématuré. Bien que ses recherches semblaient soutenir l'ACTH en tant que traitement efficace de la maladie, des chercheurs de la faculté de médecine de l'Université Johns Hopkins ont réfuté ce lien. L'expérience avec l'ACTH fait une forte impression sur Silverman, qui est devenu catégorique sur le fait que des preuves scientifiques solides doivent guider les décisions médicales. L'épidémiologiste David Sackett déclare Silverman comme l'un des pionniers de la médecine factuelle.
Soulignant que les médecins doivent tenir compte de la qualité de vie avant de décider de poursuivre de nouveaux traitements agressifs dans l'unité de soins intensifs néonatals, Silverman a soutenu le droit des parents de décider que leurs bébés prématurés graves ne soient pas réanimés. Se référant à la position de Silverman en médecine dans les années 1950, le médecin de l'UCSF Malcolm Holliday a déclaré : « Bill était vraiment considéré comme le premier néonatologiste de cette période. »

### Fin de vie
En 2003, la Fondation américaine pour les aveugles décerne sa plus haute distinction, la médaille Migel, à Silverman. Il décède d'insuffisance rénale à la fin 2004. À sa mort, il était marié à Ruth Silverman depuis 59 ans. Ils ont eu trois enfants.

### Héritage
La Cochrane Collaboration décerne le prix Bill Silverman à un chercheur qui évalue et améliore la présentation, la maintenance ou la diffusion des documents de la collaboration. L'Académie américaine de pédiatrie l'honore en 2006 avec la création de la William A. Silverman Lectureship.